# Édouard Salzborn
Édouard Salzborn est un footballeur français né le 29 septembre 1927 à Pfastatt (Haut-Rhin) et mort le 22 février 2013 à Dogneville (Vosges).  Il évolue au poste de milieu de terrain durant les années 1950.
Il commence sa carrière professionnelle au FC Sochaux puis joue à l'UA Sedan-Torcy et au Havre AC avec lequel il remporte la Coupe de France en 1959.

## Biographie
Édouard Salzborn débute au FC Sochaux, avant de faire carrière à l'UA Sedan-Torcy.
Il remporte la Coupe de France en 1959 avec l'équipe du Havre AC qui évolue alors en division 2.

## Carrière de joueur
- 1951-1955: FC Sochaux
- 1955-1958: UA Sedan-Torcy
- 1958-1959: Le Havre AC[3]

## Palmarès
- Vainqueur de la Coupe de France en 1959 avec Le Havre AC ;
- Champion de France de D2 en 1959 avec Le Havre AC ;
- Vainqueur de la Coupe Charles Drago en 1953 avec le FC Sochaux ;
- Vainqueur du Challenge des champions en 1959 avec Le Havre AC.